# Dan Duncan

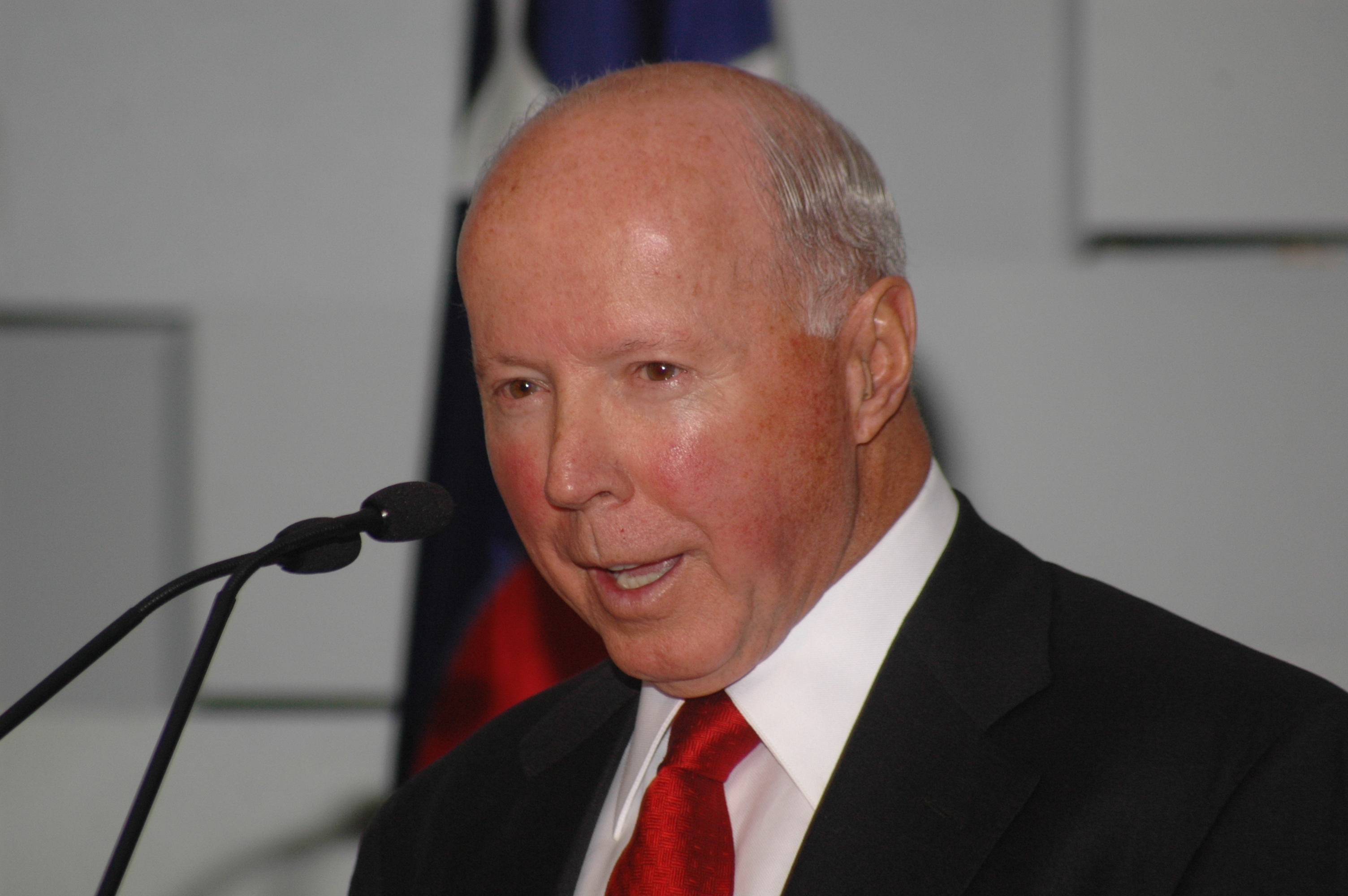
Dan Duncan

Dan Duncan (* 2. Januar 1933 in Shelby County (Texas); † 28. März 2010 in River Oaks, Houston) war ein US-amerikanischer Unternehmer.

## Leben
Duncan war 1968 Mitgründer des US-amerikanischen Unternehmens Enterprise Products. Er war lange Vorstandsvorsitzender und dessen Hauptanteilseigner. Das Unternehmen ist in der Erdöl- und Erdgasbranche tätig. 1968 wurde Enterprise Products mit 10.000 Dollar Kapital und zwei Lkws zum Propangas-Transport gegründet. 2010 hatte die Firma 48.700 Meilen Onshore- und Offshore-Pipelines und war einer der größten Pipeline-Betreiber der USA. Die Firma hatte Speicherkapazität für fast 220 Millionen Barrel Erdgas und flüssiges Erdgas.
Duncan war verheiratet und hatte vier Kinder. Duncan gehörte im Jahre 2005 nach Angaben von Forbes Magazine zu den reichsten US-Amerikanern und war in der Liste The World’s Billionaires vertreten. Sein Vermögen wurde zuletzt auf neun Milliarden Dollar vom Forbes Magazine geschätzt.
Duncans war ein bekannter Großwildjäger. Duncan war Besitzer der Double D Ranch mit Großwildarten aus Afrika. Duncan war Mitglied im
Safari Club International (SCI), einen Großwildjägerverein. Vom Safari Club International erhielt er zahlreiche Auszeichnungen für seine Trophäen. 2006 erhielt er den SCI World Conservation Hunting Award, den Großwildjäger erhalten, welche auf sechs Kontinenten Großwild jagten. Duncan hatte 407 Einträge im SCI trophy record book. Er tötete unter anderem Löwen, Elefanten, Nashörner und einen Eisbären.